# Hyperlobella kraepelini
Genre
Espèce
Synonymes
- Protanura kraepelini Börner, 1906

Hyperlobella kraepelini, unique représentant du genre Hyperlobella, est une espèce de collemboles de la famille des Neanuridae.

## Distribution
Cette espèce se rencontre en Asie du Sud-Est et en Asie du Sud.

## Description
Hyperlobella kraepelini mesure 2,6 mm.

## Publications originales
- Börner, 1906 : Das System der Collembolen nebst Beschreibung neuer Collembolen des Hamburger Naturhistorischen Museums. Jahrbuch der Hamburgischen Wissenschaftlichen Anstalten, vol. 23, no 2, p. 147-186 (texte intégral).
- Cassagnau, 1988 : Les collemboles Neanurinae des massifs du sud de l'Inde et de Ceylan. Travaux du Laboratoire d'Écobiologie des Arthropodes Edaphiques Toulouse, vol. 5, no 4, p. 21-51.